# Liu (regent)
Liu , död 349, var kejsarinna av Östra Jin i Kina som gift med kejsar Shi Hu (d. 349).  Hon var regent för sin son kejsar Shi Shi under hans omyndighet 349.